# Nestor Burma
Nestor Burma je literární postava z detektivních románů francouzského spisovatele Léo Maleta. Jedná se o soukromého detektiva, který bydlí v Paříži.

## Fiktivní biografie
Nestor Burma přišel do Paříže z jižní Francie. Jeho bydliště je v ulici Rue de Mogador v 9. obvodu a v ulici Rue des Petits-Champs má svou detektivní kancelář Fiat Lux, kterou v románech tvoří tři zaměstnanci: sekretářka Hélène Chatelain a dva externí spolupracovníci Roger Zavatter a Louis Reboul.
Nestor Burma je, tak jako mnozí jiní románoví detektivové, v neustálém konkurenčním kontaktu s policií, jeho hlavním protějškem je komisař Florimond Faroux. Burmova pověst u francouzské policie je dobrá, někdy také provádí tajné úkoly pro stát. V případě pochybností jedná samostatně a své případy řeší pomocí instinktu, a především díky svým kontaktům, které má po celé Paříži.
První román vyšel ještě za druhé světové války v roce 1943. V letech 1954-1959 vznikla nejznámější série románů Nové tajnosti pařížské s myšlenkou, že se každá detektivka bude odehrávat vždy v jiném pařížském obvodu. Pouze pět obvodů (7., 11., 18., 19. a 20.) takto nebylo zpracováno.
Mnohé příběhy byly adaptovány pro film nebo televizi.

## Romány s Nestorem Burmou
- 1943 – Cent vingt, rue de la Gare (česky Nádražní ulice 120, 1948, 1995)
- 1945 – Nestor Burma contre C.Q.F.D.
- 1945 – L'homme au sang bleu
- 1946 – Solution au cimetière
- 1946 – Nestor Burma et le monstre
- 1947 – Le cinquième procédé
- 1948 – Coliques de plomb
- 1949 – Gros plan du macchabée
- 1949 – Le paletots sans manches
- 1955 – Faux frère

Série Nové tajnosti pařížské (Les Nouveaux Mystères de Paris) 1954-1959
- 1954 – Le soleil naît derrière le Louvre • 1. obvod (česky Za Louvrem vycházelo Slunce 1967, 2009)
- 1955 – Des kilomètres de Linceuls • 2. obvod (česky Kilometry rubáše 2009)
- 1955 – Fièvre au Marais • 3. obvod (česky Medvídek a kalhotky 1967)
- 1955 – La nuit de Saint-Germain-des-Prés • 6. obvod
- 1955 – Les rats de Montsouris • 14. obvod (česky Krysy z Montsouris 1967)
- 1956 – M'as-tu vu en cadavre? • 10. obvod
- 1956 – Corrida aux Champs-Élysées • 8. obvod
- 1956 – Pas de bavards à la Muette • 16. obvod (slovensky Nemá nič nepovie 1989)
- 1956 – Brouillard au pont de Tolbiac • 13. obvod (česky Mlha na mostě Tolbiac (komiks) 2019)
- 1957 – Lex eaux troubles de Javel • 15. obvod
- 1957 – Boulevard… ossements • 9. obvod
- 1957 – Casse-pipe à la Nation • 12. obvod
- 1957 – Micmac moche au Boul' Mich' • 5. obvod (slovensky Čachre na Bulvári Saint Michel 1989)
- 1958 – Du Rébecca rue des Rosiers • 4. obvod
- 1959 – L'envahissant cadavre de la plaine Monceau • 17. obvod

- 1962 – Nestor Burma en direct
- 1967 – Nestor Burma revient au Bercail
- 1968 – Drôle d'épreuve pour Nestor Burma
- 1969 – Un croque-mort nommé Nestor
- 1970 – Nestor Burma dans l'île
- 1971 – Nestor Burma court la poupée
- 1974 – Les neiges de Montmartre
- 1981 – La femme sans enfant
- 1981 – Le deuil en rouge
- 1982 – Une aventure inédite de Nestor Burma
- 1983 – Poste restante

## Zfilmování
- 1946 – 120, rue de la Gare
- 1954 - La Nuit d'Austerlitz – režie: Stellio Lorenzi
- 1977 – La Nuit de Saint-Germain-des-Prés – režie: Bob Swaim, hlavní role Michel Galabru
- 1982 – Nestor Burma, détective de choc – režie: Jean-Luc Miesch, hlavní role Michel Serrault
- 1988 - Les Rats de Montsouris – režie: Maurice Frydland
- 1991 – Pas de bavards à la muette – režie: Henri Helman
- 1992 – Le soleil naît derrière le Louvre – režie: Joyce Buñuel
- 1991-2003 – Nestor Burma, televizní seriál o 39 dílech